# Установка виробництва олефінів у Ляочені
Установка виробництва олефінів у Ляочені — виробництво нафтохімічної промисловості у приморській провінції Шаньдун.
У 2010-х роках в Китаї почали з'являтись установки по виробництву олефінів з метанолу. Деякі з них були частиною вуглехімічних комплексів, проте у приморських провінціях такі заводи зводились переважно з розрахунку на придбання сировини на ринку. Зокрема, у грудні 2019-го в Ляочені компанія Liaocheng Meiwu New Material Technology ввела в експлуатацію установку, розраховану на продукування 120 тисяч тон етилена та 170 тисяч тон пропілена на рік. На відміну від багатьох подібних виробництв, майданчик Liaocheng Meiwu не мав похідних потужностей, а всі олефіни призначались для продажу.
Установку спорудили за технологією компанії Wison, котра передбачає доповнення її блоком крекінгу важких олефінів, що дозволяє перетворювати 80 % утворених під час синтезу бутенів в більш легкі цільові продукти. Як наслідок, на одну тону етилену/пропілену витрачається 2,6 тони метанолу, тоді як для стандартних установок це співвідношення становить 3:1.